# یشیل‌یورت (اصلاحیه)
یشیل‌یورت (به ترکی استانبولی: Yeşilyurt) یک منطقهٔ مسکونی در ترکیه است که در استان غازی عینتاب واقع شده‌است. یشیل‌یورت ۳٬۶۴۰ نفر جمعیت دارد و ۴۳۰ متر بالاتر از سطح دریا واقع شده‌است.